# Pedal oscilante

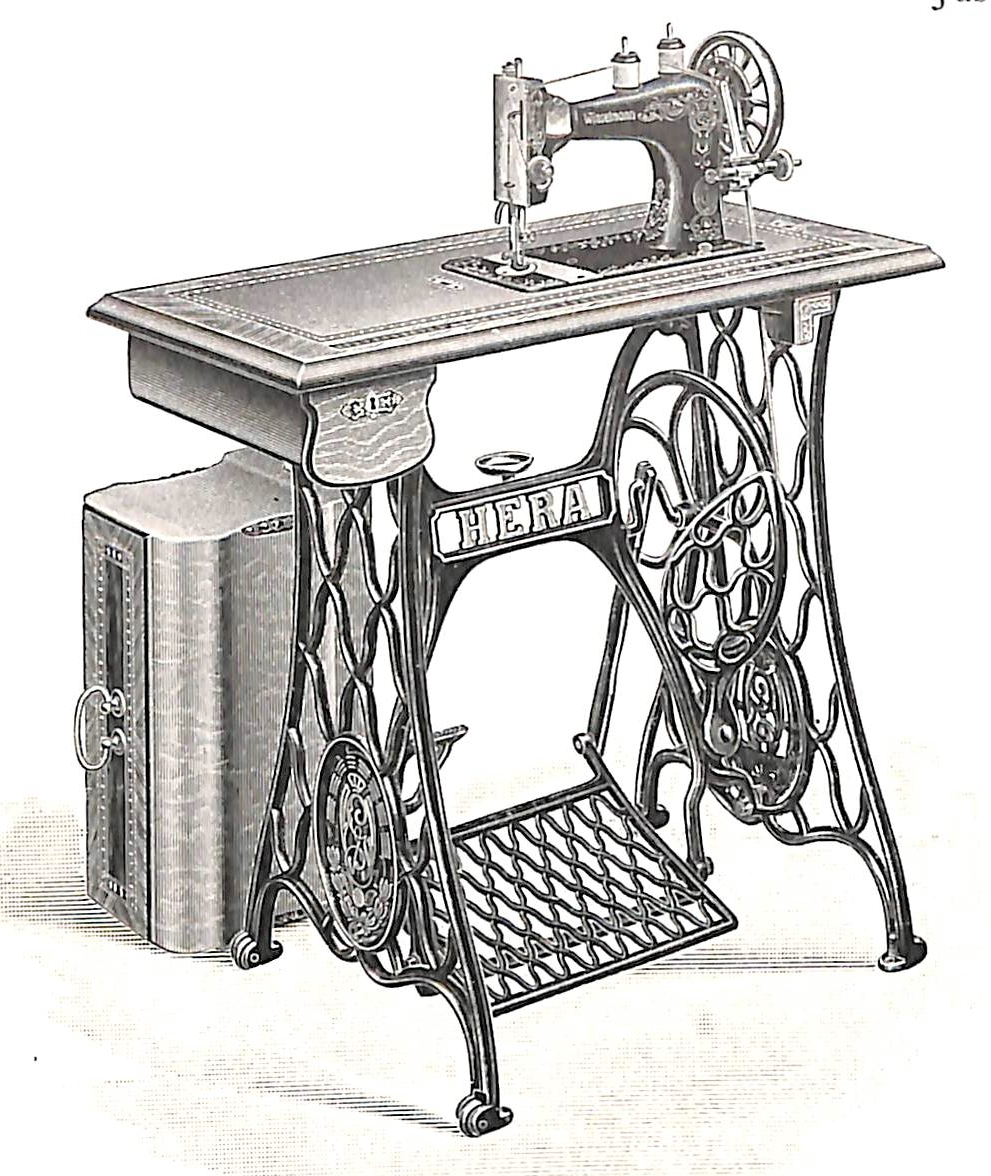
Máquina de coser

Un pedal oscilante  es un mecanismo accionado con los pies para impulsar una máquina, produciendo un movimiento alternativo directo (como en un telar) o transformándose en uno de rotación (como en una máquina de coser). Antes de la generalización del uso de los motores eléctricos, se utilizaron para accionar una amplia gama de pequeñas máquinas que no requerían grandes potencias, como telares, sierras, fonógrafos de cilindro, tornos, máquinas de coser o incluso bicicletas.

## Funcionamiento
Un pedal oscilante consiste en una pequeña plataforma rectangular (construida en unos casos mediante un entramado de hierro o de acero para aligerar su peso, y en otros formado por un larguero de madera). Dispone de un eje horizontal (unido al centro de la cara inferior de la plataforma, o bien a uno de sus extremos) sobre el que oscila libremente como un balancín. En una de las esquinas de la plataforma, se articula una biela que en su otro extremo está unida a un pequeño volante de inercia mediante una manivela. Cuando se inclina alternativamante con uno o los dos pies la plataforma, se le imprime un movimiento de balanceo, y el sistema de biela y manivela genera un movimiento rotativo en el volante de inercia, que a su vez contribuye a mantener el movimiento oscilante de la plataforma. En algunos casos, como los telares, los pedales se pisan alternativamente, de forma que cuando se baja uno de ellos, el otro sube automáticamente, y la biela se sustituye por una simple cuerda, que sincroniza a través de una polea el movimiento alternativo de los dos pedales.

## Máquinas de coser
La mayoría de las primeras máquinas de coser fueron impulsadas por un mecanismo de pedal oscilante, que se acciona presionándolo hacia abajo con un pie o con los dos, generando un movimiento de balanceo. Este movimiento hace girar una rueda grande (montada sobre el mismo bastidor que el pedal), conectada por una correa de cuero delgada a las ruedas motrices más pequeñas de la máquina de coser.

## Ejemplos
|  | [[File:Esgos, 01-01a.JPG\|400px\|alt={{{Alt\|Máquina de afilar]] File:Esgos, 01-01a.JPGMáquina de afilar |